# Eric Boe
Eric A. Boe født 1. oktober 1964) er en NASA-astronaut, han har fløjet en rumfærge-flyvning som pilot på rumfærge-missionen STS-126, han pilot på igangværende STS-133 mission. 